# Парк имени 50-летия ВЛКСМ
Парк имени 50-летия ВЛКСМ (в народе ещё называемый «Собачий парк») — парк в Екатеринбурге, располагается в Юго-Западном микрорайоне. Один из крупнейших парков города и один из немногих парков Екатеринбурга, в котором есть водоём. Отнесён к особо охраняемым природным территориям местного значения с режимом особой охраны на территории парка.

## Месторасположение
Парк имени 50-летия ВЛКСМ располагается на границе Верх-Исетского и Ленинского административных районов Екатеринбурга (административно парк находится полностью на территории Ленинского района). Находится в пределах улиц Ясной — Чкалова — Шаумяна.

## История
Парк был открыт в октябре 1968 года, в честь 50-летнего юбилея комсомола. До работ по благоустройству парка на его месте было сначала Камышенское болото, затем Московский торфяник. Разработки торфа на месте будущего парка были закончены в 1940-х годах, после этого здесь оставалось верховое болото. Необходимость появления парка была обусловлена массовой жилой застройкой Юго-Западного микрорайона в 1960-е годы, поскольку его новым жителям требовались места для отдыха.
В первые годы существования парка были высажены деревья, обустроены дорожки, пруд на реке Монастырке, сделано освещение.

## Биоразнообразие
Зелёные насаждения в парке представлены преимущественно лиственными породами. Согласно исследованию, проведённому в 2021 году Уральским государственным лесотехническим университетом, на территории парка произрастают берёза повислая, вяз шершавый, ива, клён ясенелистный, липа мелколистная, лиственница, сосна обыкновенная, тополь бальзамический, черёмуха Маака, яблоня ягодная, ясень пенсильванский.
В парке 50-летия ВЛКСМ обитают белки и несколько видов птиц.

## Конфликты из-за застройки парка
Территория, на которой в советское время разбили парк, долгое время после распада СССР относилась к неразграниченным землям, в официальных документах границы парка не были утверждены. Это позволило застроить часть зелёной зоны — в 1992—2001 годах в западной части парка была возведена протестантская методистская церковь, в 2001—2007 годах в восточной части парка были возведены два православных храма — Свято-Никольский и во имя Серафима Саровского. В 2012 году массовые протесты вызвали намерения отдать часть парка под станцию юннатов, которую нужно было перенести из другого парка, Зелёной Рощи — там, в свою очередь, участок юннатов передавался под строительство высотных жилых домов. В ходе протестных акций жители собирали подписи, ломали строительный забор, однако в итоге решение о строительстве станции всё же удалось продавить. Участки под станцию юннатов и под православные храмы были огорожены от парка заборами. Границы парка как особо охраняемой природной территории были утверждены лишь в 2013 году, в результате в эти границы попало лишь 13,9 из изначальных почти 19 га парка.
В 2023 администрация Екатеринбурга озвучила планы по застройке ещё почти 2 га парка — участка, прилегающего к Училищу олимпийского резерва № 1 по улице Шаумяна. Этот участок был сформирован в 2005 году и в 2013 году не был включён в границы особо охраняемой природной территории. Представители училища планируют построить на этом участке девятиэтажное общежитие с административно-хозяйственным корпусом и медико-восстановительным центром. Сейчас на участке располагается поляна, на которой летом загорают и играют в футбол местные жители, а также более 100 деревьев. Судя по спутниковым снимкам, ранее именно на этом участке был исток реки Монастырки — правого притока Исети, который ниже парка 50-летия ВЛКСМ помещён в коллектор и впадает в Исеть из этого коллектора в районе улицы Большакова.

## Современное состояние парка
Парк находится в ведении муниципального предприятия «Екатеринбургское лесничество».
Согласно исследованию сотрудников Уральского лесотехнического университета в части парка, прилегающей к улице Чкалова, имеет место загрязнение тяжёлыми металлами — свинцом, никелем, медью, цинком.
В период с 2013 по 2023 год практически полностью пересох водоём в парке. По состоянию на ноябрь 2023 года продолжаются протесты против застройки участка парка, прилегающего к Училищу олимпийского резерва № 1 — жители аргументируют свою позицию тем, что недопустимо сокращать территорию парка, который уже не раз урезали для застройки. Власти пообещали сформировать рабочую группу для разрешения конфликта, провести встречу с инициативной группой выразил готовность министр спорта Свердловской области Леонид Рапопорт. Акции протеста проходят еженедельно начиная с 28 октября 2023 года.
Станция юннатов, под которую огородили часть парка, просуществовала в этом месте всего шесть лет — в 2020 году комплекс зданий, построенный для станции, занял образовательный центр «Золотое сечение».

## Парк в культуре
Парк упоминается в романе «Завидное чувство Веры Стениной» уральской писательницы Анны Матвеевой.

## Парк в общественно-политической жизни
Парк имени 50-летия ВЛКСМ является одним из двух парков Екатеринбурга, включённых в перечень единых специально отведенных или приспособленных для коллективного обсуждения общественно значимых вопросов и выражения общественных настроений, а также для массового присутствия граждан для публичного выражения общественного мнения по поводу актуальных проблем преимущественно общественно-политического характера	мест («гайд-парков»). Второе такое место — Парк Победы на Уралмаше. До 15 января 2022 года в Екатеринбурге существовал ещё один «гайд-парк» — сквер на углу улиц 8 марта — Большакова. Однако накануне массового антивоенного пикета в январе 2022 года (за месяц до российского вторжения на Украину) сквер на улице Большакова был исключён из числа «гайд-парков», в результате участникам той акции пришлось переместиться в парк 50-летия ВЛКСМ. В 2022—2023 году значительное число публичных мероприятий, организуемых жителями Екатеринбурга, прошло в парке 50-летия ВЛКСМ — благодаря тому, что, согласно действующему законодательству, в «гайд-парке» можно проводить акции численностью до 100 человек, не согласовывая их с властями.

## Галерея

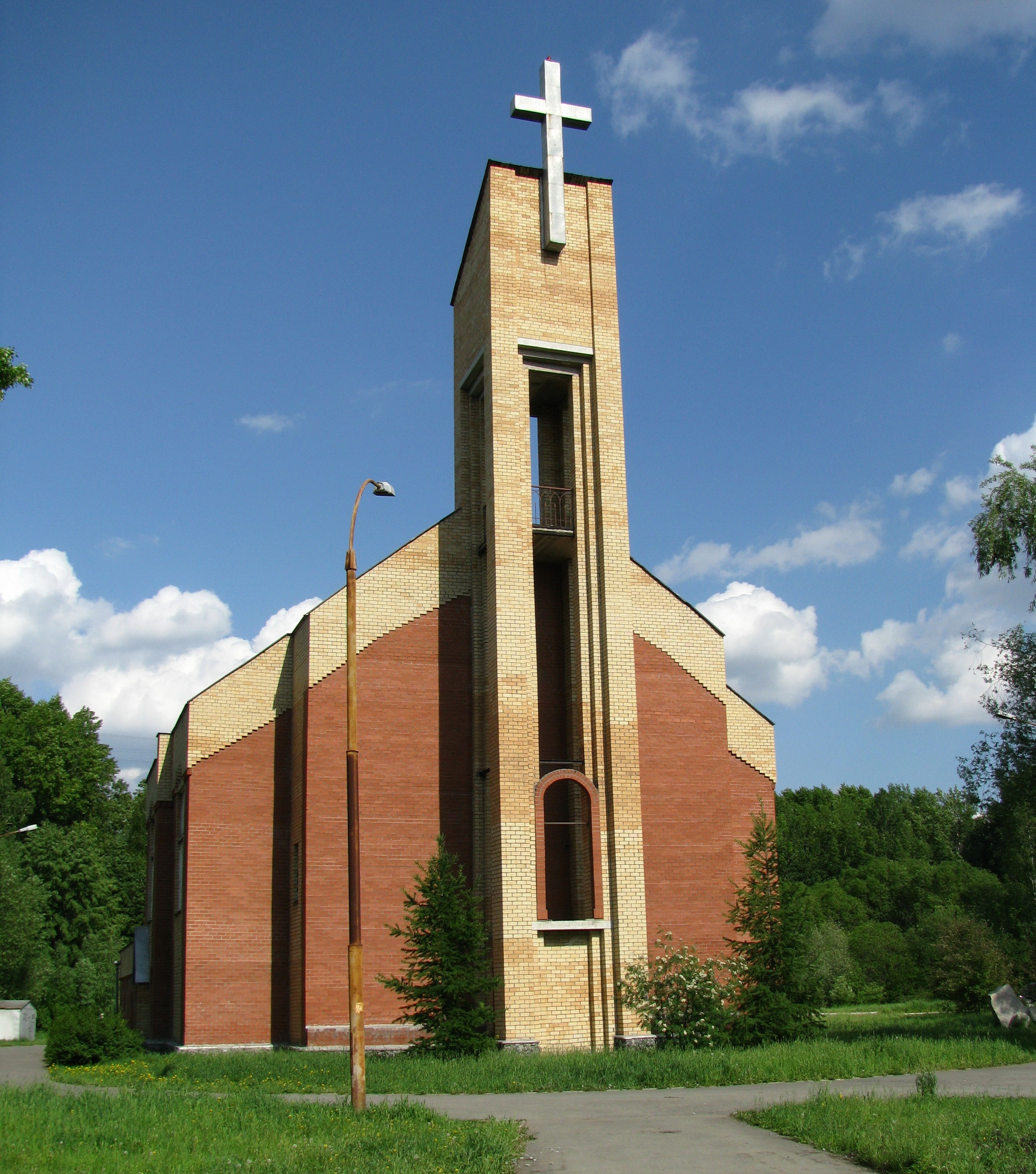
Методистский храм в западной части парка
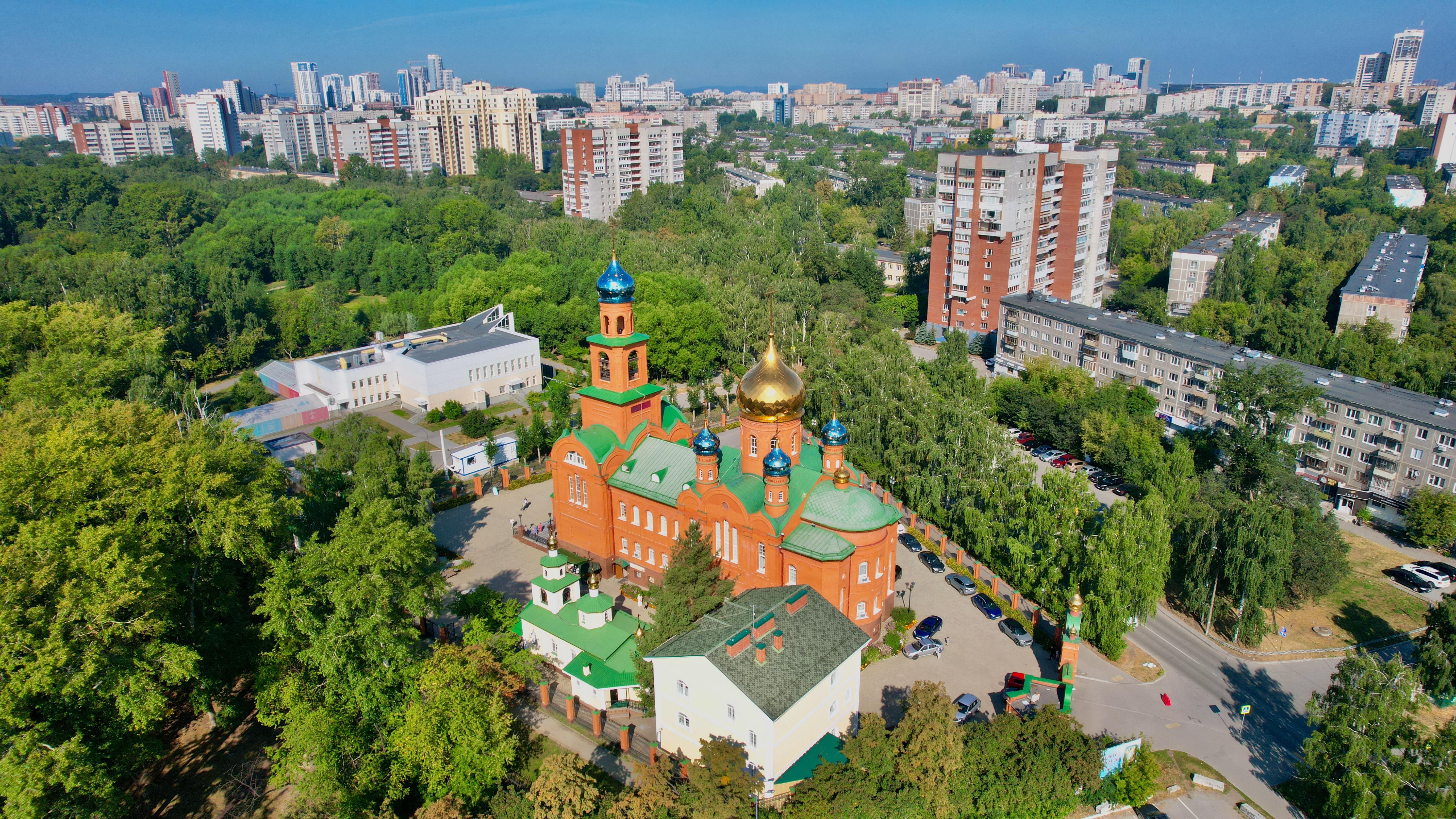
Храмы Серафима Саровского и Николая Чудотворца в восточной части парка
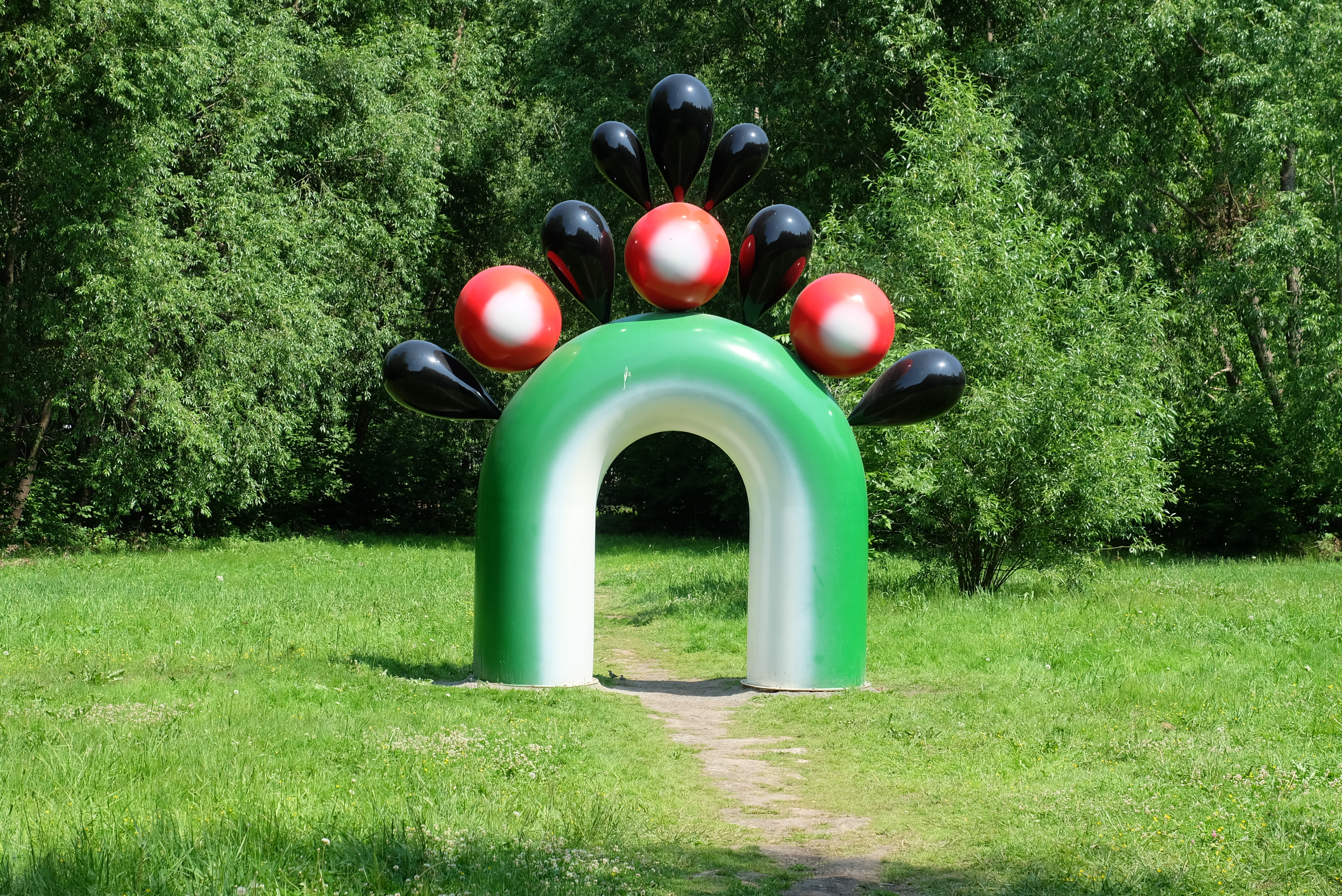
Арт-объект «Портал»
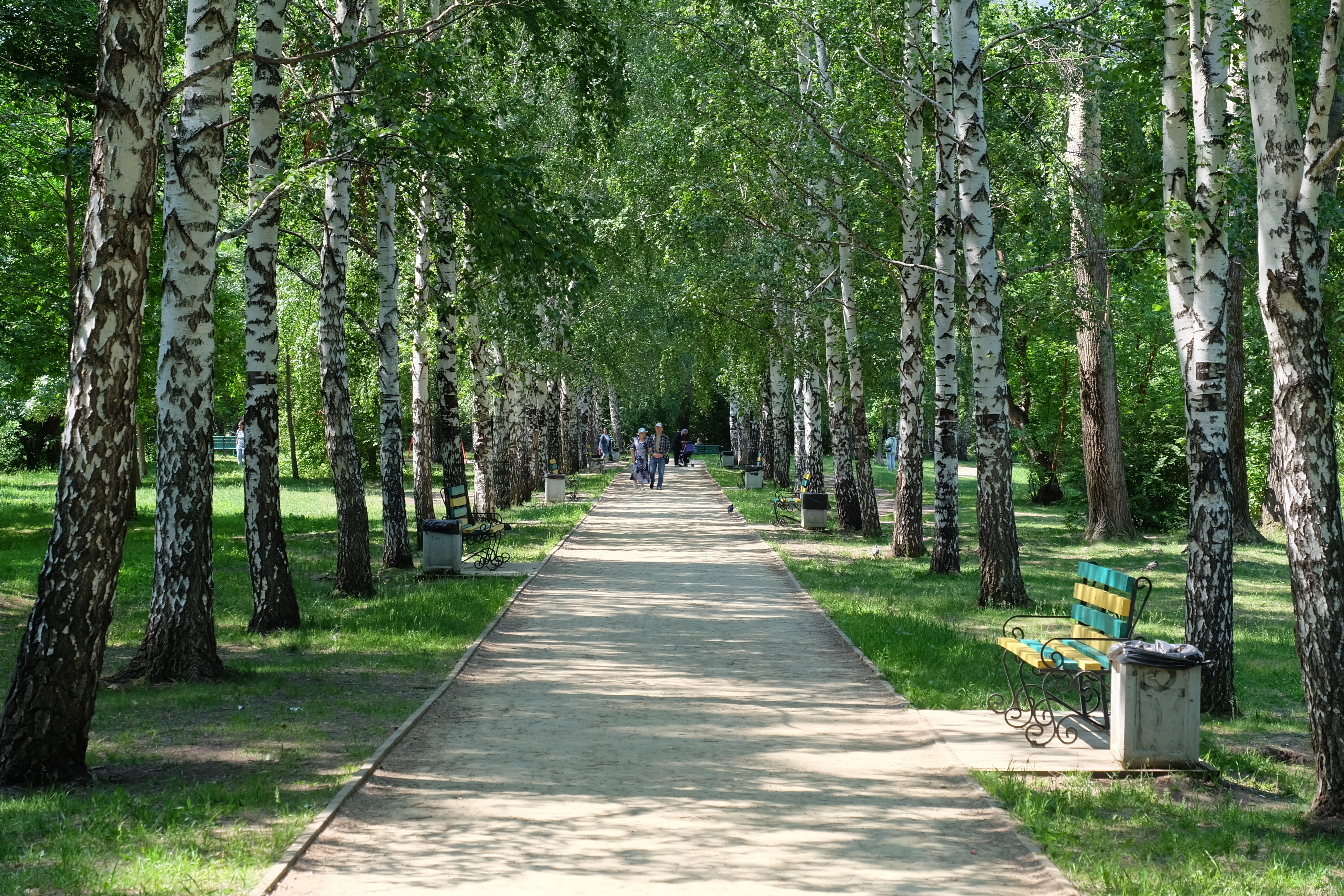
Берёзовая аллея в парке
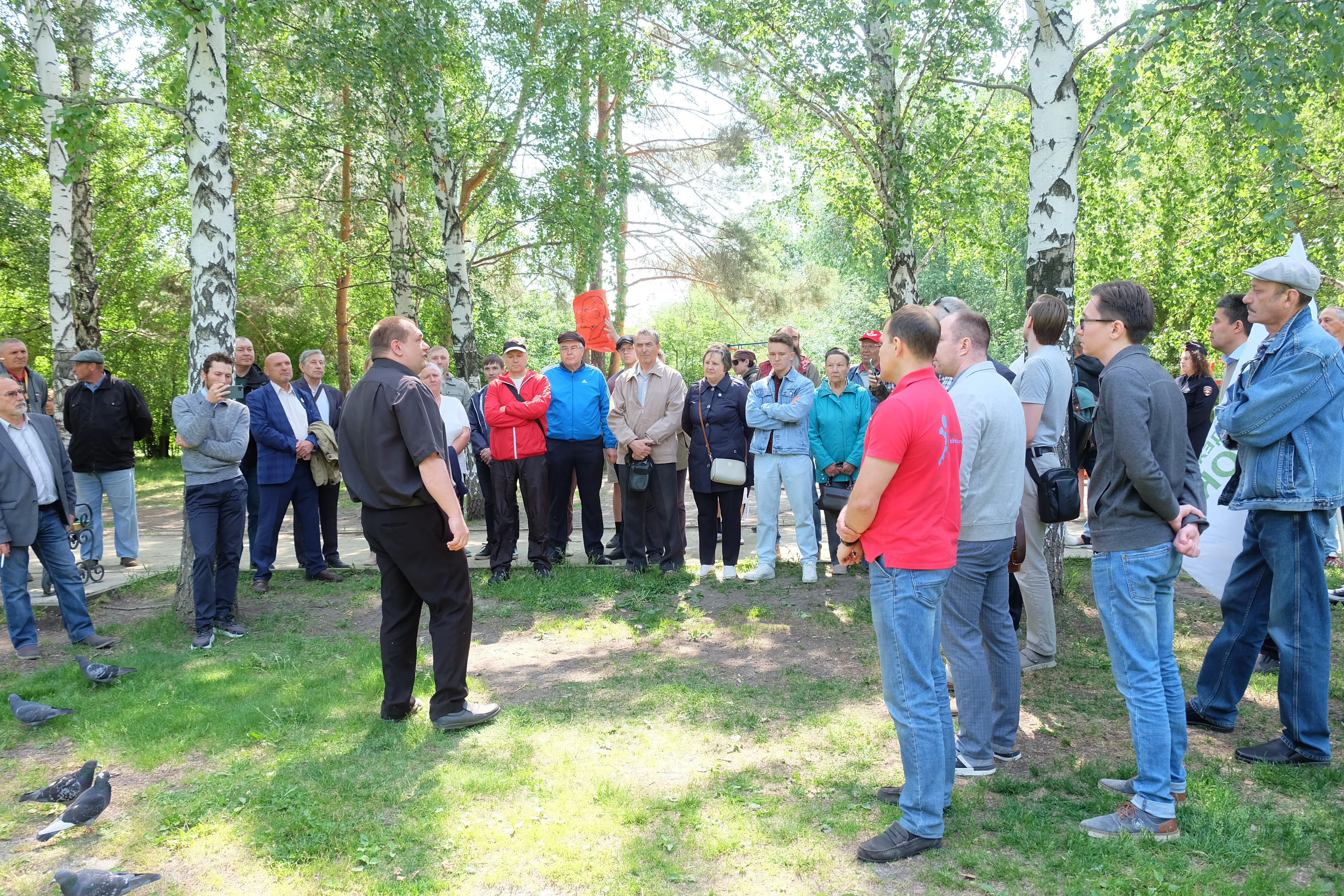
Пикет членов избиркомов против электронного голосования
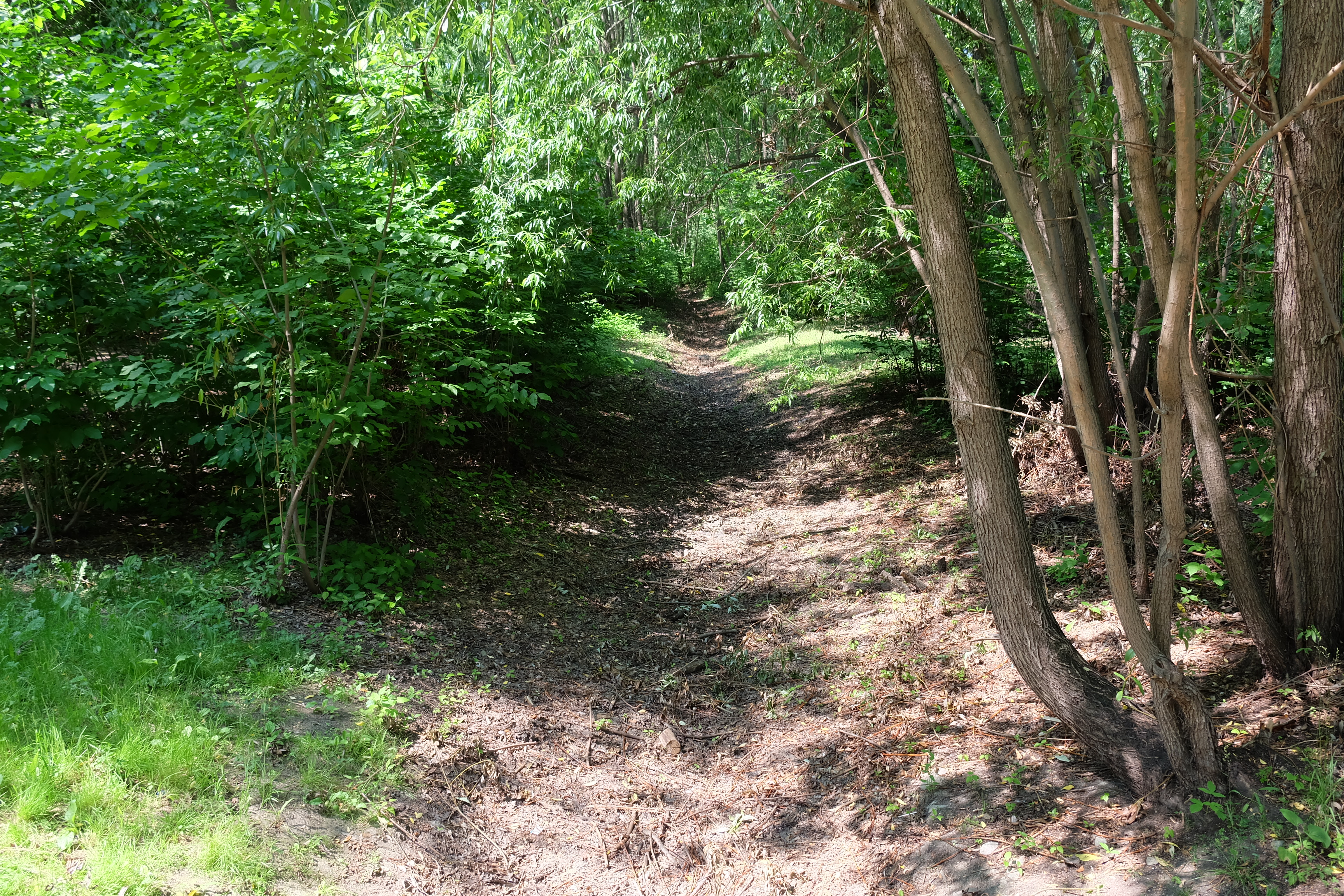
Пересохшее русло Монастырки, июнь 2023 года
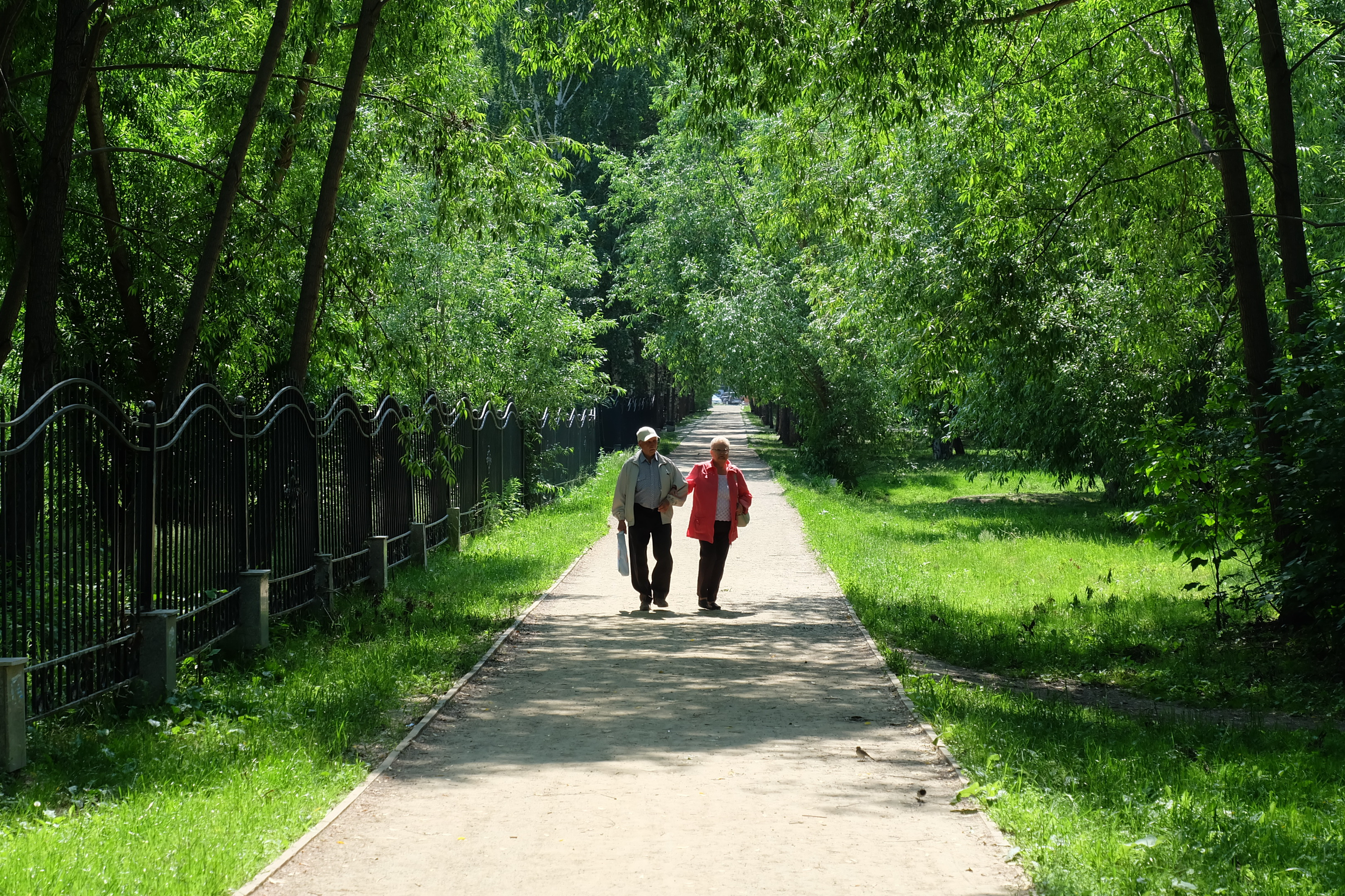
Одна из дорожек в парке. Слева – забор центра «Золотое сечение»